# ترنسکی اودورووتسی
ترنسکی اودورووتسی (به صربی: Trnski Odorovci) یک منطقهٔ مسکونی در صربستان است که در دیمیتروگراد واقع شده‌است. ترنسکی اودورووتسی ۱۸۳ نفر جمعیت دارد.